# Blommersia transmarina
A Blommersia transmarina a kétéltűek (Amphibia) osztályába, a békák (Anura) rendjébe és az aranybékafélék (Mantellidae) családjába tartozó faj.

## Előfordulása
Mayotte és a Comore-szigetek endemikus faja.  